# 正光
正光（520年七月—525年六月）是北魏的君主孝明帝元詡的第三个年号，共计近5年。
1954年河北曲陽出土背光式單身菩薩像，紀年為「武光五年」，胡國強根據佛像發展規律,確定是「正光」年間所造。

## 纪年
| 正光 | 元年  | 二年  | 三年  | 四年  | 五年  | 六年  |
| ---- | ----- | ----- | ----- | ----- | ----- | ----- |
| 公元 | 520年 | 521年 | 522年 | 523年 | 524年 | 525年 |
| 干支 | 庚子  | 辛丑  | 壬寅  | 癸卯  | 甲辰  | 乙巳  |

## 參看
- 中国年号索引
- 同期存在的其他政权年号
  - 普通（520年正月—527年三月）：南朝梁梁武帝萧衍的年号
  - 真王（523年三月—525年六月）：北魏時期六鎮領導破六韩拔陵年号
  - 天建（524年六月—527年九月）：北魏時期領導莫折念生年号
  - 天啓（525年正月—三月）：北魏時期領導元法僧年号
  - 真王（525年八月—528年二月）：北魏時期領導杜洛周年号
  - 神嘉（525年十二月—535年三月）：北魏時期領導劉蠡升年号
  - 建昌（508年-520年）：柔然政权豆罗伏跋豆伐可汗丑奴年号
  - 義熙：高昌政权麴嘉年号
  - 甘露：高昌政权麴光年号